# 리처드 로런스 테일러
리처드 로런스 테일러(영어: Richard Lawrence Taylor, 1962–)는 영국의 수학자이다. 앤드루 와일스와 함께 페르마의 마지막 정리의 증명을 완성하였고, 이를 기반으로 하여 모듈러성 정리를 증명하였다.

## 생애
1962년 5월 19일 태어났다. 아버지 존 테일러(영어: John C. Taylor)는 영국의 물리학자다.
케임브리지 대학교에서 학사 학위를 받았고, 1988년 프린스턴 대학교에서 박사 학위를 받았다. 1995년부터 1996년 사이에 옥스퍼드 대학교 새빌 기하학 석좌 교수를 맡았다. 그 뒤 하버드 대학교에 있다가, 2011년부터 프린스턴 고등연구소 교수로 있다.